# Municipio de Salem (Nebraska)
El municipio de Salem (en inglés: Salem Township) es un municipio ubicado en el condado de Franklin en el estado estadounidense de Nebraska. En el año 2010 tenía una población de 478 habitantes y una densidad poblacional de 5,1 personas por km².

## Geografía
El municipio de Salem se encuentra ubicado en las coordenadas 40°18′25″N 99°0′34″O / 40.30694, -99.00944. Según la Oficina del Censo de los Estados Unidos, el municipio tiene una superficie total de 93.73 km², de la cual 93,73 km² corresponden a tierra firme y (0 %) 0 km² es agua.

## Demografía
Según el censo de 2010, había 478 personas residiendo en el municipio de Salem. La densidad de población era de 5,1 hab./km². De los 478 habitantes, el municipio de Salem estaba compuesto por el 98,33 % blancos, el 1,26 % eran de otras razas y el 0,42 % eran de una mezcla de razas. Del total de la población el 2,09 % eran hispanos o latinos de cualquier raza.